# Cornuțel, Caraș-Severin
Cornuțel este un sat în comuna Păltiniș din județul Caraș-Severin, Banat, România.

## Generalități
Este un sat de ucrainieni înființat în anul 1880 și a fost creat pentru muncitorii forestieri din zona Maramureșului. Numele provine de la cornul de vită, care avea scopul de a strânge muncitorii într-o anumită zonă pentru lucru. Odată cu defrișarea pădurilor au apărut noi zone agricole, populația a crescut, iar în 1910 a fost construită biserica cu ajutorul părintelui Ananie.